# Elettrovalvola
L'elettrovalvola è una valvola operata elettro-meccanicamente.
Il termine "elettro" indica che l'attuatore dell'azionamento meccanico della valvola, tradizionalmente un operatore umano od un rinvio meccanico predisposto, viene sostituito da un attuatore comandato elettricamente, solitamente un solenoide.

Sopra una valvola chiusa, sotto una valvola aperta
A) Ingresso
B) Diaframma
C) Camera di compressione
D) Condotto di decompressione
E) Solenoide
F) Uscita

Seppure l'elettrovalvola sia funzionalmente assimilabile ad un rubinetto comandato elettricamente, il suo funzionamento differisce sostanzialmente da quello di una comune valvola.
La più semplice elettrovalvola è infatti costituita da un dispositivo meccanico di apertura e chiusura molto simile ad una membrana, che viene alzato o abbassato per variare la pressione all'interno delle camere del dispositivo che quindi permettono la fuoriuscita o la ritenzione del fluido immesso. Questa membrana è attuata da un solenoide che, percorso da corrente, attira un nucleo ferroso all'interno di un canale interno, causando così lo spostamento meccanico dell'elemento occludente del dispositivo, e quindi l'apertura o la chiusura dell'elettrovalvola (tutto o niente). Con l'apertura dell'elettrovalvola la "membrana" si alza e permette al fluido di diramarsi nei condotti (in senso lato) che si trovano a valle di essa, essendo a monte la sezione dove esiste la pressione più elevata.
Tali semplici elettrovalvole possono essere attuate da corrente continua o alternata.

## Operazione
Esistono molte variazioni di progettazione delle valvole. Le valvole ordinarie possono avere molte porte e percorsi del fluido. Ad esempio, una valvola a 2 vie ha 2 porte; se la valvola è aperta, allora le due porte sono collegate e il fluido può fluire tra le porte; se la valvola è chiusa, le porte sono isolate. Se la valvola è aperta quando il solenoide non è alimentato, allora la valvola è definita normalmente aperta (N.O.). Allo stesso modo, se la valvola è chiusa quando il solenoide non è alimentato, la valvola è definita normalmente chiusa (N.C.). Esistono anche progettazioni a 3 vie e più complesse. Una valvola a 3 vie ha 3 porte; collega una porta a una delle altre due porte (tipicamente una porta di alimentazione e una porta di scarico).

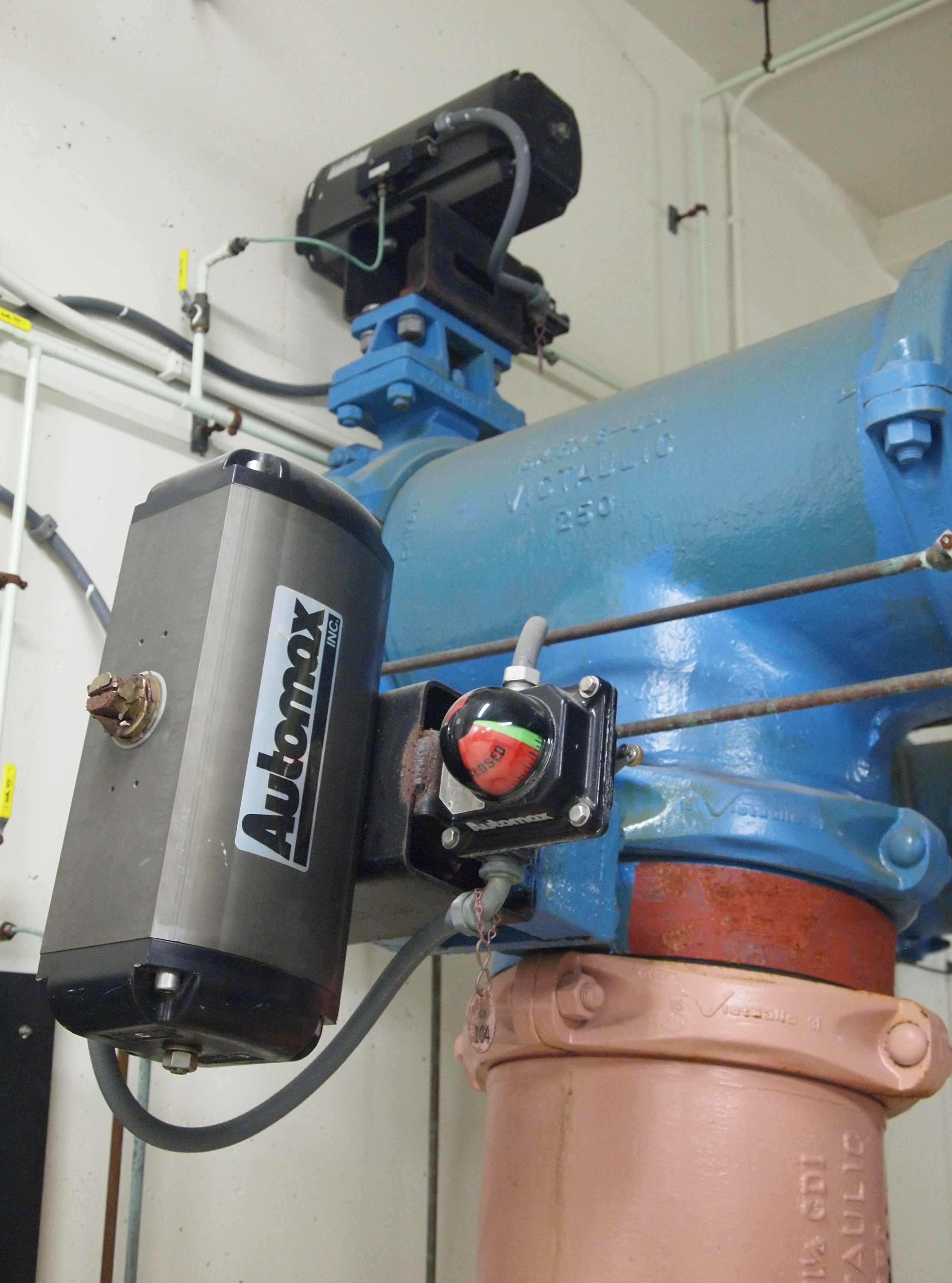
La valvola a solenoide (piccola scatola nera in alto nella foto) con la linea dell'aria di ingresso (piccolo tubo verde) utilizzata per azionare un attuatore a cremagliera e pignone più grande (scatola grigia) che controlla la valvola del tubo dell'acqua

Le valvole a solenoide sono anche caratterizzate dal loro funzionamento. Un piccolo solenoide può generare una forza limitata. Una relazione approssimativa tra la forza di solenoide richiesta Fs, la pressione del fluido P, e l'area dell'orifizio A per una valvola a solenoide ad azionamento diretto è:
{\displaystyle F_{s}=P*A=P\pi d^{2}/4}
Dove d è il diametro dell'orifizio. Una forza di solenoide tipica potrebbe essere di 15 N (3,4 lbf). Un'applicazione potrebbe essere un gas a bassa pressione (ad esempio, 10 psi (69 kPa)) con un piccolo diametro di orifizio (ad esempio, 3⁄8 in (9,5 mm) per un'area di orifizio di 0,11 in² (7,1×10−5 m²) e una forza approssimativa di 1,1 lbf (4,9 N)).
Se la forza richiesta è sufficientemente bassa, il solenoide è in grado di azionare direttamente la valvola principale. Queste sono semplicemente chiamate valvole a solenoide ad azionamento diretto. Quando viene fornita energia elettrica, l'energia elettrica viene convertita in energia meccanica, spostando fisicamente una barriera per ostruire il flusso (se è N.O.) o consentire il flusso (se è N.C.). Spesso viene utilizzata una molla per riportare la valvola alla sua posizione di riposo una volta che l'alimentazione è interrotta. Le valvole ad azionamento diretto sono utili per la loro semplicità, anche se richiedono una grande quantità di energia rispetto ad altri tipi di valvole a solenoide.
Se le pressioni del fluido sono elevate e il diametro dell'orifizio è grande, un solenoide potrebbe non generare abbastanza forza da solo per azionare la valvola. Per risolvere questo problema, può essere utilizzato un progetto di valvola a solenoide ad azionamento pilota. Tale progettazione utilizza il fluido pressurizzato stesso per applicare le forze necessarie per azionare la valvola, con il solenoide che agisce come "pilota" che dirige il fluido (vedi la sottosezione qui sotto). Queste valvole vengono utilizzate in lavastoviglie, sistemi di irrigazione e altre applicazioni in cui sono desiderate alte pressioni e/o volumi. I solenoidi ad azionamento pilota tendono a consumare meno energia rispetto alle valvole ad azionamento diretto, anche se non funzioneranno affatto senza una pressione sufficiente del fluido e sono più suscettibili di ostruirsi se il fluido contiene impurità solide.
Una valvola a solenoide ad azionamento diretto funziona tipicamente in 5-10 millisecondi. Le valvole ad azionamento pilota sono leggermente più lente; a seconda delle loro dimensioni, i valori tipici variano da 15 a 150 millisecondi.
Il consumo di energia e i requisiti di alimentazione del solenoide variano a seconda dell'applicazione, determinati principalmente dalla pressione del fluido e dal diametro dell'orifizio. Ad esempio, una popolare valvola per irrigatori da 3⁄4 pollici a 150 psi, destinata a sistemi residenziali da 24 VAC (50-60 Hz), ha una corrente di spunto momentanea di 7,2 VA e un requisito di potenza in funzionamento di 4,6 VA. In confronto, una valvola industriale da 1⁄2 pollice a 10.000 psi, destinata a sistemi a 12, 24 o 120 VAC in applicazioni di fluidi ad alta pressione e criogeniche, ha una corrente di spunto di 300 VA e una potenza di mantenimento di 22 VA. Nessuna delle due valvole elenca una pressione minima necessaria per rimanere chiuse nello stato privo di alimentazione.

## Tipologia
Le elettrovalvole vengono classificate in base a diversi criteri, tra cui:
- la disposizione dei condotti interni (vie e posizioni)
- il tipo di alimentazione (DC, AC)
- le condizioni di equilibrio (monostabile, bistabile)
- le pressioni di funzionamento all'ingresso (minime e massime)

L'indicazione del numero di vie (bocchette di connessione) e di posizioni (stati finali delle uscite) è regolata dalle norme DIN ISO 1219.
Una elettrovalvola monostabile ha una posizione di equilibrio che corrisponde alla posizione di riposo, ossia non alimentato. Quando viene alimentata, si attiva; quando manca l'alimentazione torna alla posizione di riposo.
Una elettrovalvola bistabile è dotata di due solenoidi, ciascuna con la propria alimentazione. La posizione di equilibrio è l'ultima raggiunta. Per cambiare di posizione è necessario alimentare brevemente il solenoide corrispondente all'altra posizione. Se entrambe le alimentazioni sono attivate, o nessuna delle due, lo stato della valvola non cambia.
Oltre alle elettrovalvole a solenoide, esistono anche altri tipi di elettrovalvole comandate, la cui azione può essere progressiva.
L'attuatore elettrico può essere in questo caso un motore che sposta con rinvii meccanici l'elemento occludente, controllato a vista, con rilevatori di posizione, o comandati con anello di controllo automatico. Tali controlli garantiscono il raggiungimento della posizione voluta o, in sistemi più complessi, aggiustano continuativamente l'apertura e chiusura della valvola a seconda degli effetti desiderati, rilevati a valle da elementi di controllo in "catena chiusa".

## Utilizzo
Nel campo dell'automazione industriale, le elettrovalvole trovano largo impiego nel controllo degli attuatori pneumatici ed oleodinamici, per gestire ad esempio il movimento di pistoni, pinze, ed altri componenti meccanici. Una tipica applicazione delle elettrovalvole è molto ricorrente nei manipolatori antropomorfi nei quali, praticamente sempre, l'operazione automatizzata svolta dalla testa del manipolatore viene appunto gestita da circuiti pneumatici controllati da elettrovalvole pilotate a loro volta da un PLC.
Caso particolare di elettrovalvole sono quelle utilizzate nei motori a iniezione elettronica, dove una centralina elettronica apre e chiude per tempi brevissimi (millisecondi) l'afflusso del combustibile nei cilindri del motore, a seconda delle necessità di utilizzazione.